# History (Unix)
history (ang. history, historia) – polecenie systemu operacyjnego Unix, służące do wyświetlenia historii wprowadzonych poleceń w bieżącej sesji terminala. Każde z nich traktowane jest jako zdarzenie, które ma swój indywidualny numer. Wykorzystuje się to do ponownego wykonania polecenia, zamiast jego powtórnego wpisywania. Można również za jego pomocą przywołać zdarzenie i je zmienić.

## Przykłady użycia

### Historia poleceń
Po wpisaniu polecenia history przykładowy wynik wygląda następująco:
```
$ 
history

1  ls

2  who

3  clear

4  history

...

```

Domyślnie zwraca ono 1000 wyników.

### Lista ostatnio używanych n poleceń
history n zwróci n wprowadzonych wcześniej poleceń.
```
$ 
history
 
3

33 cd ~

34 ls

35 history 3

```

### Powtórzenie ostatniego polecenia
Za pomocą dwóch wykrzykników !! powtórzymy ostatnie polecenie.
```
$ 
echo
 
"Powtórzymy polecenie"

Powtórzymy polecenie

$ 
!!

Powtórzymy polecenie

```

### Powtórzenie polecenia o wskazanym numerze zdarzenia
Wykorzystując polecenie !n wywołamy zdarzenie o numerze n w historii.
Gdy poleceniem o numerze zdarzenia 1 będzie clear, wpisując polecenie !1 wyczyścimy terminal.

### Użycie zgrep
Polecenie history | grep x zwróci wyłącznie wyniki z użyciem x w poleceniu.
```
$ 
history
 
|
 
grep
 
clear

7 clear

29 clear

43 clear

67 history | grep clear

```